# Dirigibile

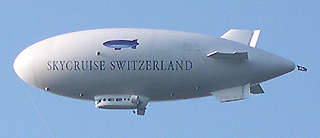
Un moderno dirigibile

Il dirigibile o aeronave è ogni aerostato la cui direzione possa essere controllata mediante comandi aerodinamici e/o propulsivi. Il primo dirigibile fu costruito nel 1852.
(il primo costruttore fu lo Zeppelin)

## Tipi di dirigibile
Esistono tre tipi differenti di dirigibile:

### Dirigibile rigido
Il dirigibile rigido è caratterizzato da un'intelaiatura interna in materiale idoneo (alluminio), che ne determina la forma, generalmente a sigaro. Numerose celle, riempite di gas più leggeri dell'aria (generalmente elio, in passato anche idrogeno, non più usato per la sua elevata infiammabilità), permettono il sollevamento del mezzo. Erano di questo tipo i famosi Zeppelin del conte Ferdinand von Zeppelin. Dopo il famoso incidente avvenuto a Lakehurst (New Jersey), nel 1937, al dirigibile LZ 129 Hindenburg, tale mezzo cadde in disuso. Un dirigibile particolare è l'AEREON III, costituito da tre scafi sigariformi connessi tra loro longitudinalmente.

### Dirigibile semirigido
Il dirigibile semirigido è caratterizzato invece da un'unica travatura reticolare di chiglia, alla quale è fissato longitudinalmente il pallone vero e proprio. Una valvola a prua permette di regolare la quantità d'aria per il gonfiaggio di un grosso pallonetto al fine di equilibrarne l'assetto durante il volo. Famosi dirigibili semirigidi del passato sono quelli progettati dal generale Umberto Nobile: il Norge, primo aerostato a raggiungere il Polo nord, e l'Italia. Altrettanto di successo furono quelli di classe Lebaudy, costruiti dagli omonimi fratelli.

Il primo dirigibile spagnolo, l'España, fu costruito nel 1905 sotto la direzione dell'ingegnere Leonardo Torres y Quevedo. Grazie alla collaborazione tra Torres e la compagnia francese Astra vennero costruiti i dirigibili noti come Astra-Torres, impiegati durante la prima guerra mondiale dall'esercito francese e dall'esercito britannico.

Galleria
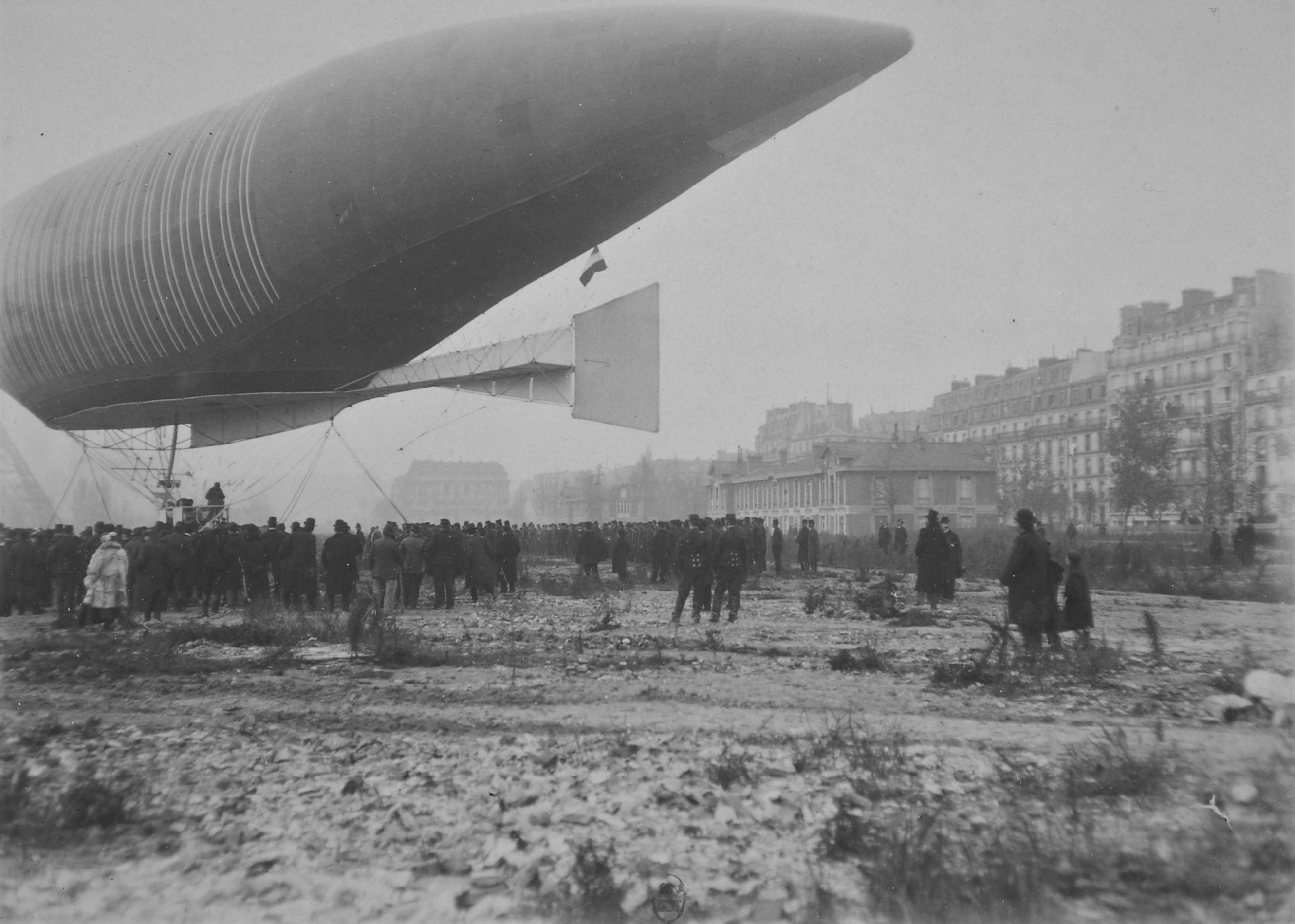
Il Lebaudy I nei giardini di Campo di Marte a Parigi, il 20 novembre 1903
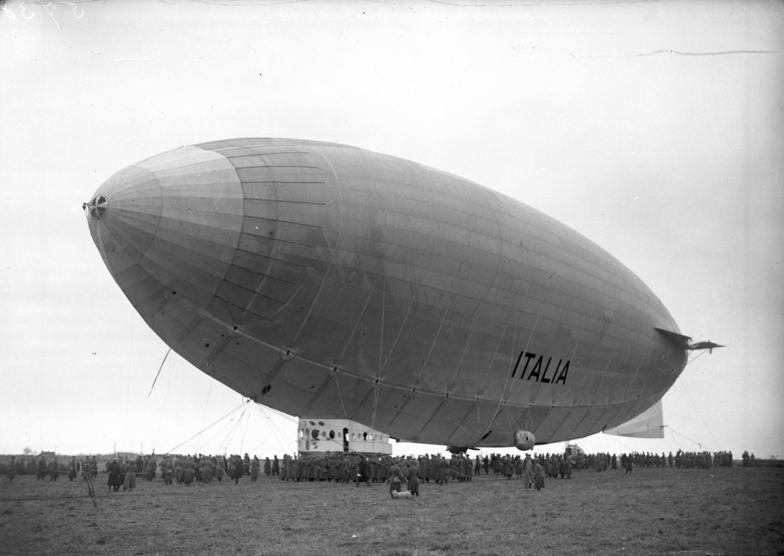
Il dirigibile italiano Italia nell'aprile 1928

### Dirigibile floscio o Blimp
Il dirigibile floscio o Blimp non è altro che un pallone di forma idonea, contenente gas ad una certa pressione, al quale è fissata la navicella, unica parte abitata del mezzo. Alcuni pallonetti ad aria, in genere a poppa e a prua, consentono un controllo accurato del beccheggio. Sono di questo tipo i moderni dirigibili commerciali e pubblicitari, usati ad esempio dalla Goodyear Tire & Rubber Company. Nella stessa categoria vengono classificati i dirigibili ad aria calda che oggi, con l'avvento di nuovi tessuti più resistenti e la nuova tecnologia possono arrivare ad un'ottima pressurizzazione interna. Questo fatto ne ha aumentato l'utilizzo in pubblicità.

## Aspetti fisici
Per il famoso principio di Archimede, ogni corpo immerso in un fluido riceve una spinta verso l'alto pari al peso del volume di fluido spostato dall'immersione.
Il dirigibile, volando totalmente immerso nella miscela di gas che costituisce l'aria atmosferica, avrà una spinta fluidostatica effettiva {\displaystyle Q} pari al peso dell'aria che occupa il suo volume {\displaystyle V} meno il peso del gas che lo riempie. 
Siano {\displaystyle \gamma _{i}} il peso specifico del gas interno e {\displaystyle \gamma _{a}} quello dell'aria, allora:
{\displaystyle Q=(\gamma _{a}-\gamma _{i})\cdot V}
Tale spinta verticale viene contrastata dal peso {\displaystyle W} della struttura del dirigibile. La condizione di equilibrio verticale del dirigibile si scrive dunque:
{\displaystyle Q-W=0}
Siccome l'aria al livello del mare pesa poco più di 1 kg/m3, occorrono grandi volumi di gas leggeri per sollevare anche solo pesi modesti.

## Storia
I dirigibili vennero inventati dai francesi nel 1850, sostituendo a poco a poco le mongolfiere. Nel 1900 il tedesco Ferdinand von Zeppelin inventò il dirigibile ad armatura rigida, che sostituì gli antichi palloni aerostatici a zavorra. L'Aeronave Italia è stato il primo dirigibile italiano, progettato e costruito dal conte Almerico da Schio, si alzò in volo il 17 giugno 1905.
Precursori degli odierni aeroplani, furono protagonisti di eventi spiacevoli: non sono infatti mancati gli incidenti.
La loro carriera commerciale fu molto breve, dal 1929 al 1937. I modelli più famosi erano gli Zeppelin: il primo della serie, il Graf Zeppelin, collegava l'Europa e gli Stati Uniti in cinque giorni alla velocità di 100 km/h. Il Superzeppelin, che collegava Francoforte a Rio de Janeiro in quattro giorni, era lungo 245 m ed era dotato di cinque motori e ai suoi passeggeri vennero riservate una serie di strutture di lusso, tra cui cabine individuali, salotti per fumatori e un ponte-passeggiata.
Tuttavia, malgrado il loro involucro rigido, i dirigibili erano vulnerabili (soprattutto in condizioni atmosferiche critiche) ed erano quasi sempre riempiti con idrogeno (gas facilmente infiammabile). Così, con l'aumentare dei dirigibili in servizio, di pari passo vennero gli incidenti: caddero in mare tre grossi aerostati inglesi e lo stesso accadde al gigante della US Navy Akron. La battuta d'arresto definitiva alla costruzione e messa in servizio dei dirigibili da trasporto di linea avvenne così il 6 maggio 1937 con la tragedia dell'Hindenburg a Lakehurst, in fase di atterraggio alla sua ventunesima traversata, il quale consistette in un violento incendio a bordo del dirigibile "LZ 129 Hindenburg".
Negli anni 1930 all'incirca 52 000 furono i passeggeri trasportati nei regolari servizi di linea.
Ciò nonostante le innovazioni tecnologiche e la recente attenzione alle esigenze dell'ambientalismo non hanno del tutto soppiantato l'utilizzo e la ricerca nel campo, anche in ambito militare. Ad esempio, pur se non arrivato alla fase conclusiva, il Dipartimento della Difesa degli Stati Uniti d'America ha promosso lo sviluppo del Sentinel 5000.
In ogni caso, date le particolari caratteristiche del mezzo aereo, sono ancora diversi i dirigibili utilizzati in campo civile, come supporto pubblicitario, stabile piattaforma per riprese aeree e anche come mezzo di trasporto turistico. Un esempio ne è lo Zeppelin NT 07, operativo dal 1997.